# Distrito de San Jerónimo (Luya)
El distrito de San Jerónimo es uno de los veintitrés distritos de la provincia de Luya, ubicado en el departamento de Amazonas, en el norte del Perú. Limita por el noreste con la provincia de Bongará; por el sureste con el distrito de San Cristóbal (Luya); por el oeste con el distrito de Santa Catalina (Luya) y; por el noroeste con la provincia de Utcubamba.
Desde el punto de vista jerárquico de la Iglesia católica forma parte de la diócesis de Chachapoyas.

## Historia
El distrito fue creado el 5 de febrero de 1861 mediante Ley sin número, en el gobierno del Presidente Ramón Castilla.

## Geografía
Abarca una superficie de 214,66 km² y tiene una población estimada mayor a 900 habitantes. 
Su capital es el centro poblado de Paclas. 

### Poblados y caseríos
| - Paclas - Tialango - Panamal - Minas - Dunia Chico - Silva - Maraypata - La Junta | - Ishanga - Chonia - Ginaya - Cuchapampa - Jollongate - El Tingo - Puelac o Duela - Cocata | - Melendespampa - La Lejita - Yungapampa - Mio Pata - Pidayacu - Músico Aviana - Chocala |

## Autoridades

### Municipales
- 2015 - 2018[2]
  - Alcalde: Jendher Leonidas Poquioma Castañeda, de Obras Por Amazonas.
  - Regidores:

  1. Liduvina Chuecha Ramírez (Obras Por Amazonas)
  2. Jesús Chappa Mendoza (Obras Por Amazonas)
  3. Miguel Valqui Mori (Obras Por Amazonas)
  4. Everson Reap Bustamante (Obras Por Amazonas)
  5. Imelda Rimachi De Reap (Sentimiento Amazonense Regional)

### Religiosas
- Obispo de Chachapoyas: Monseñor Emiliano Antonio Cisneros Martínez, OAR.

## Festividades
Las fiestas patronales de la capital Paclas se celebra el 5 de agosto.
Como comidas típicas se conoce la Sopa de Chochoca con Tocino, el Locrito Frijol y el Mote Pelado entre otros.